# Филогенетическое разнообразие
Филогенетическое разнообразие — это показатель биоразнообразия, который включает филогенетические различия между видами. Он определяется и рассчитывается как «сумма длин всех тех ветвей, которые являются членами соответствующего минимального связующего пути», в котором «ветвь» представляет собой сегмент кладограммы, а минимальный связующий путь — минимальное расстояние между двумя узлами.
Это определение отличается от более ранних мер, которые пытались включить филогенетическое разнообразие в планирование сохранения, таких как мера «таксономического разнообразия», введенная Vane-Wright, Humphries и William.
Концепция филогенетического разнообразия была быстро внедрена в планирование охраны природы, благодаря таким программам, как программа EDGE of Existence Зоологического общества Лондона ориентированная на эволюционно различные виды. Аналогичным образом, Global 200 WWF также включает необычные эволюционные явления в свои критерии выбора целевых экорегионов.
Некоторые исследования показали, что альфа-разнообразие является хорошим показателем филогенетического разнообразия, поэтому предполагается, что этот термин мало используется, но исследование в Капской флористической области показало, что, хотя филогенетическое разнообразие и видовое/родовое разнообразие очень сильно коррелируют (R2 = 0.77 и 0.96, соответственно), использование филогенетического разнообразия привело к выбору других приоритетов сохранения, чем использование видового богатства. Это также продемонстрировало, что филогенетическое разнообразие приводит к большему сохранению «разнообразия признаков», чем только видовое богатство.